# 刁蠻新娘
《刁蛮新娘》是一部2010年首播的中国大陆民国偶像剧，由广东电视台、上海电视传媒有限公司、上海胜强传媒广告有限公司等联合出品，台湾导演陈启峻执导，并由杨幂、李东学、孙坚、王琳、田丽等领衔主演。全剧以民国早年的上海滩为背景，讲述了出身贫寒的女主人公因一场意外避祸富家府邸，在遭受两位夫人刁难的同时陷入了府中两兄弟的情感纠葛之中，最终牵出了一段尘封已久的身世秘密。
本剧于2009年9月24日在上海胜强影视基地开机拍摄，2009年11月25日杀青关机。该剧原定于2010年10月23日在上海东方电视台娱乐频道全国首播，后因故取消。直到2010年12月初，江阴电视台城市频道才首播该剧。2012年7月30日，本剧在贵州、广东两家卫视黄金档上星播出。台灣OTT平台LiTV 線上影視同套上架。

## 劇情概要
出身貧苦的顏小蠻(楊冪 飾)因命案而被上海法租界巡捕房拘捕，在逃亡中進入了上海勢力最大的豪門戴家當丫鬟，同時調查自己被冤枉的線索。小蠻因性格倔強而得罪了戴家女主人方氏和袁氏，不過方氏和袁氏的兩個兒子同時愛上小蠻。小蠻逐漸發現命案與戴家有關，自己並捲入了一場奪產的風波。

## 播出時間

### 首播
| 频道                                 | 所在地   | 播映日期              | 播出时间 | 备注 |
| ------------------------------------ | -------- | --------------------- | -------- | ---- |
| 江阴城市频道                         | 中国大陆 | 2010年12月            |          |      |
| 三亚电视台                           | 中国大陆 | 2011年2月4日          |          |      |
| 武汉文艺频道                         | 中国大陆 | 2011年2月21日         |          |      |
| 湖南电视剧频道（改名为《这是宫吗》） | 中国大陆 | 2011年3月24日         |          |      |
| 上海电视剧频道                       | 中国大陆 | 2011年7月1日          |          |      |
| 广西都市频道                         | 中国大陆 | 2011年7月5日          |          |      |
| 廣東珠江频道                         | 中国大陆 | 2012年6月19日-7月11日 |          |      |
| 广东卫视、贵州卫视                   | 中国大陆 | 2012年7月30日         |          |      |
| 东南卫视                             | 中国大陆 | 2012年8月9日          |          |      |

## 演員
| 演員     | 角色             | 關係/暱稱 |
| 杨幂     | 颜小蛮（莫小颜） | 戴家丫鬟→戴家二少奶奶→戴家大小姐 戴家大小姐 戴問天的妻子 戴庆豪與方德馨的女兒，因小時候差點被人殺害，被財媽收養長大，真實身分是戴家大小姐，刁蛮性格并非天生，而是被生活给逼出来的，小时候，她以在街头卖各种小商品为生，被各种不同身份的人欺辱，在街头卖货，她会被巡捕勒索，不交保护费就有坐牢的危险，为此她只得东逃西蹿，于是，在许多富贵人眼里，她成了一个玩世不恭的小混混。后来，她到了戴家作了一名女佣，又被戴家大太太和二太太利用，成了她们相互争斗中的一颗棋子，在这种境况下，她依然乐观坚强、自立自尊，不向权贵低头，“性格不是刁蛮，而是坚强”，一直深愛著戴問天，最後與問天結婚。                                                                                  |
| 李东学   | 戴问天           | 戴家大少爷 顏小蠻的丈夫 真實身分是戴慶豪與方德馨的養子，温文尔雅、俊朗飘逸是好样貌，年纪轻轻就创办了自己的律师事务所，有一份好工作，与二少爷戴君涛之间始终感情深厚，即便是大夫人与二夫人之间不和，即便是后来二人都爱上了颜小蛮，即便是后来戴家发生很大的变故，这些都没有影响二人之间的感情，一直深愛著颜小蛮，最後與小蠻結婚。 |
| 孙坚     | 戴君涛           | 戴家二少爷 顏小蠻的前夫 真實身分是楊大年與袁曉梅的兒子，是位英俊潇洒的戴家二少爷，从小患有哮喘病。他为人正直可爱，重情重义，性格朴实善良，知恩图报，深明大义，反感自己的生母二夫人袁晓梅与大夫人方德馨针锋相对，对大夫人尊敬有加。自己与大哥戴问天感情始终很好，即便是后来他也对颜小蛮一见钟情，后来戴家发生很大的变故，这些仍没有影响二人之间的感情。對顏小蠻一見鍾情，用情很深的戴君涛对颜小蛮百般刁难毫不介意，包容有加，关键时刻还不惜用假怀孕、假结婚事件欺骗父母来换取颜小蛮的平安，更是让颜小蛮感动不已。他之所以一直能这样不离不弃，只是因为他是个用情至深的人。然而，自己亲生父母与戴家之间的瓜葛却始终都令他痛惜不已，後來與小蠻離婚，但還是一直深愛著颜小蛮。 |
| 王琳     | 方德馨           | 戴家大夫人 颜小蛮的生母 她是戴家大夫人，後來發現為颜小蛮的生母。她原本是位出身名门的大小姐，她纯良，仁慈，勇敢，坚强，很具中国传统女性的一切美德，一切都以戴家利益出发，她深明大义，深爱丈夫戴庆豪，为了他宁愿关键时刻自己扛下所以罪名。他也深爱着自己的孩子们，无论是对亲生女儿颜小蛮，还是收养儿子戴问天，甚至是对与自己常年针锋相对的二夫人袁晓梅的亲生儿子戴君涛，她都一视同仁，给与他们自己无私的爱。 |
| 田丽     | 袁晓梅           | 戴家二夫人 戴家二夫人，戴君涛的生母。与管家杨大年有私情，二人来到戴家，为的是复仇（戴庆豪的祖辈父辈曾与杨大年家里有过恩怨），那时的她已怀有身孕，而肚子里的孩子戴君涛正是杨大年的。她常年与大夫人方德馨针锋相对，也不时给大少爷戴问天颜色看，平时给人印象趾高气昂、目中无人、尖酸刻薄，却也深爱着自己与杨大年的儿子戴君涛，当她看到自己的儿子病倒时，她瞬间变成了一个慈母。且她多少有些感念老爷戴庆豪对他的恩德，最终在关键时刻选择了救他。 |
| 周绍栋   | 戴庆豪           | 戴家大老爷 颜小蛮的生父 他是戴家大老爺，後來發現為顏小蠻的親生父親，是戴问天與戴君濤的養父，為人善良仁慈。 |
| 李芳雯   | 张清玉           | 财妈，颜小蛮的养母。 |
| 周乐     | 杨大年           | 戴家总管，与二夫人有私情，其實兩人原本就是夫妻。 |
| 钟夫翔   | 朱四             | 巡捕房捕头。 |
| 巩立峰   | 施金龙           | 戴家护院，颜小蛮好友。 |
| 殷飞     | 岳小霞           | 她是一位能言善辩又正直无私的律师，多年来喜欢着戴问天。不过，戴问天更多的只是把她当做最好的朋友，尽管偶尔也有过感情，但主要喜欢的还是颜小蛮。她能言善辩，在颜小蛮与戴家之间误会纠纷这场官司中，她在关键时刻起到了重要作用。 |
| 端木新卉 | 林冬梅           | 大夫人的丫鬟。 |
| 金明     | 珠儿             | 二夫人的丫鬟。 |
| 张国庆   | 颜进财           | 财爸，颜小蛮的养父。 |

## 回響
劇中的女主角颜小蛮颇有几分《还珠格格》“小燕子”的感觉，为人处事却比小燕子更极端、性格也更泼辣。